# Элдон, Дэн
Дэниел Роберт Элдон (Dan Eldon, 18 сентября 1970 — 12 июля 1993) — британо-кенийский фотожурналист, художник и активист, убитый в Сомали во время работы в качестве фотокорреспондента агентства Reuters. Он оставил после себя серию журналов, в которых были опубликованы четыре книги, среди которых «Путешествие — это цель», «Искусство жизни» и «Сафари как образ жизни».
В 1991 году он также был третьим помощником режиссёра на съёмках кинофильма Стюарта Рэффила «Затерянные в Африке», который продюсировала его мать Кэти. C лета 1992 года Элдон находился в Сомали, где бушевал голод. Находясь в лагере кенийских беженцев, он получил предложение от Reuters о сотрудничестве. Снимки были всё более тревожными. Благодаря Элдону люди по всему миру узнали о подлинном положении вещей в этой африканской стране. В то же время его фоторепортаж занял целый разворот в Newsweek. За открытость и дружелюбие многие местные жители стали называть его Варшамой, мэром Могадишо.
Несмотря на физическую и моральную усталость, Элдон продолжил работать в Сомали до лета 1993 года. 12 июля он, фотограф Associated Press Ханси Краусс, звукорежиссёр Reuters Энтони Мачариа и фотограф того же агентства Хос Майна освещали рейд войск Организации Объединенных Наций по аресту лидера повстанцев Мухаммеда Фараха Айдида. Они прибыли на место, по которому ранее был нанесён удар. Здесь на них напала толпа сомалийцев. Элдон и его коллеги Краусс, Мачариа и Майна были забиты камнями до смерти.
В 2016 году вышел на экраны художественный фильм «Репортёр на краю света» (The Journey Is the Destination), где роль Дэна Элдона исполнил Бен Шнетцер.